# Hurlyburly
Hurlyburly (prt: Hurlyburly; bra: Hurlyburly - O Alvoroço) é um filme independente estadunidense do gênero comédia dramática lançado em 1998.

## Sinopse
Eddie é um diretor mulherengo que junto de seu sócio companheiro Mickey e seus amigos Artie e Phil, buscam o significado de suas vidas.[carece de fontes?]

## Elenco
- Sean Penn como Eddie
- Kevin Spacey como Mickey
- Robin Wright como Darlene
- Chazz Palminteri como Phil
- Garry Shandling como Artie
- Anna Paquin como Donna
- Meg Ryan como Bonnie

## Recepção
Hurlyburly teve recepção geralmente favorável por parte da crítica profissional. No Rotten Tomatoes a pontuação é de 60% com base em 35 avaliações.